# DSサスペンスシリーズ
『DSサスペンスシリーズ』は、テクモよりニンテンドーDS用に発売されているサスペンスドラマ風の推理アドベンチャーゲームのシリーズである。

## シリーズ
西村京太郎監修
- DS西村京太郎サスペンス 新探偵シリーズ「京都・熱海・絶海の孤島 殺意の罠」
2007年10月11日発売
- DS西村京太郎サスペンス2 新探偵シリーズ「金沢・函館・極寒の峡谷 復讐の影」
2008年11月13日発売

山村美紗原作
- DS山村美紗サスペンス 舞妓小菊・記者キャサリン・葬儀屋石原明子 古都に舞う花三輪 京都殺人事件ファイル
2008年6月5日発売